# Rudolf Kende
Rudolf Kende, noto anche con lo pseudonimo di Bedřich Konša (České Budějovice, 14 febbraio 1910 – České Budějovice, 24 agosto 1958), è stato un compositore ceco.

## Biografia

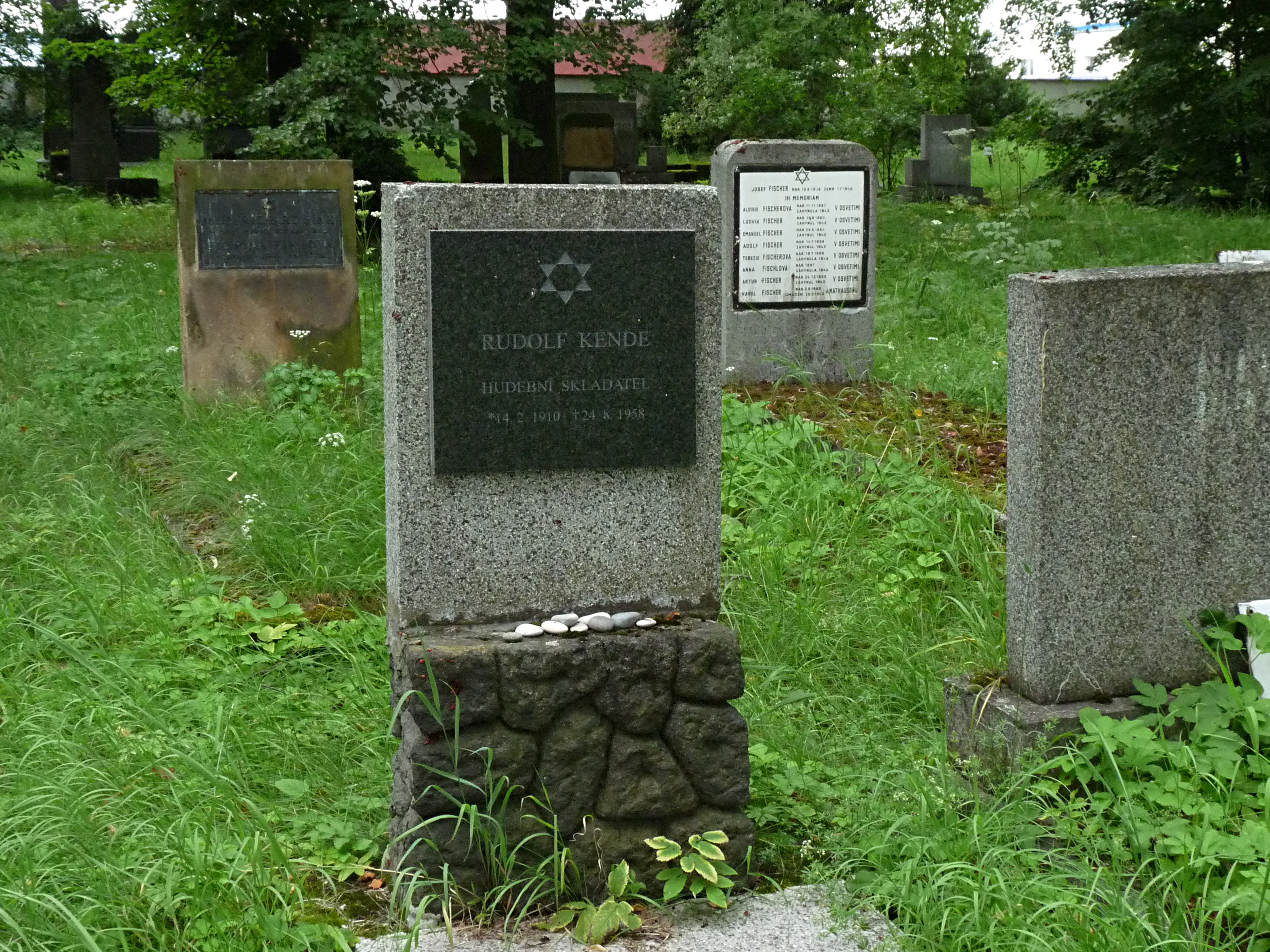
La tomba di Rudolf Kende

Rudolf Kende nacque da Josef e Helena Kohn, una coppia di origine ebraica che cambiò il proprio cognome in Kende nel 1920. Entrambi i genitori morirono nel campo di sterminio di Auschwitz nel 1944. Il figlio fu più fortunato sopravvivendo inaspettatamente alla sua prigionia a Terezín nonostante il suo handicap fisico, che gli rendeva impossibile controllare il movimento di mani e piedi al punto da aver bisogno dell'aiuto di una governante  . La sua disabilità gli rendeva impossibile scrivere, per cui gli spartiti delle sue composizioni musicali risultano tracciati in varie scritture riconducibili ai suoi allievi e, in seguito, forse ad amici e conoscenti incontrati a Terezín. Nonostante il suo handicap continuò a insegnare nel campo. Ci sono solo congetture su come sia riuscito a sopravvivere nel campo: le persone con disabilità fisiche di solito venivano inviate immediatamente nei campi di sterminio. Indubbiamente, conoscenti e compagni di prigionia dovettero in qualche modo aiutarlo. Il compositore morì il 24 agosto 1958 ed è sepolto nel cimitero ebraico di České Budějovice 

## Opere conosciute

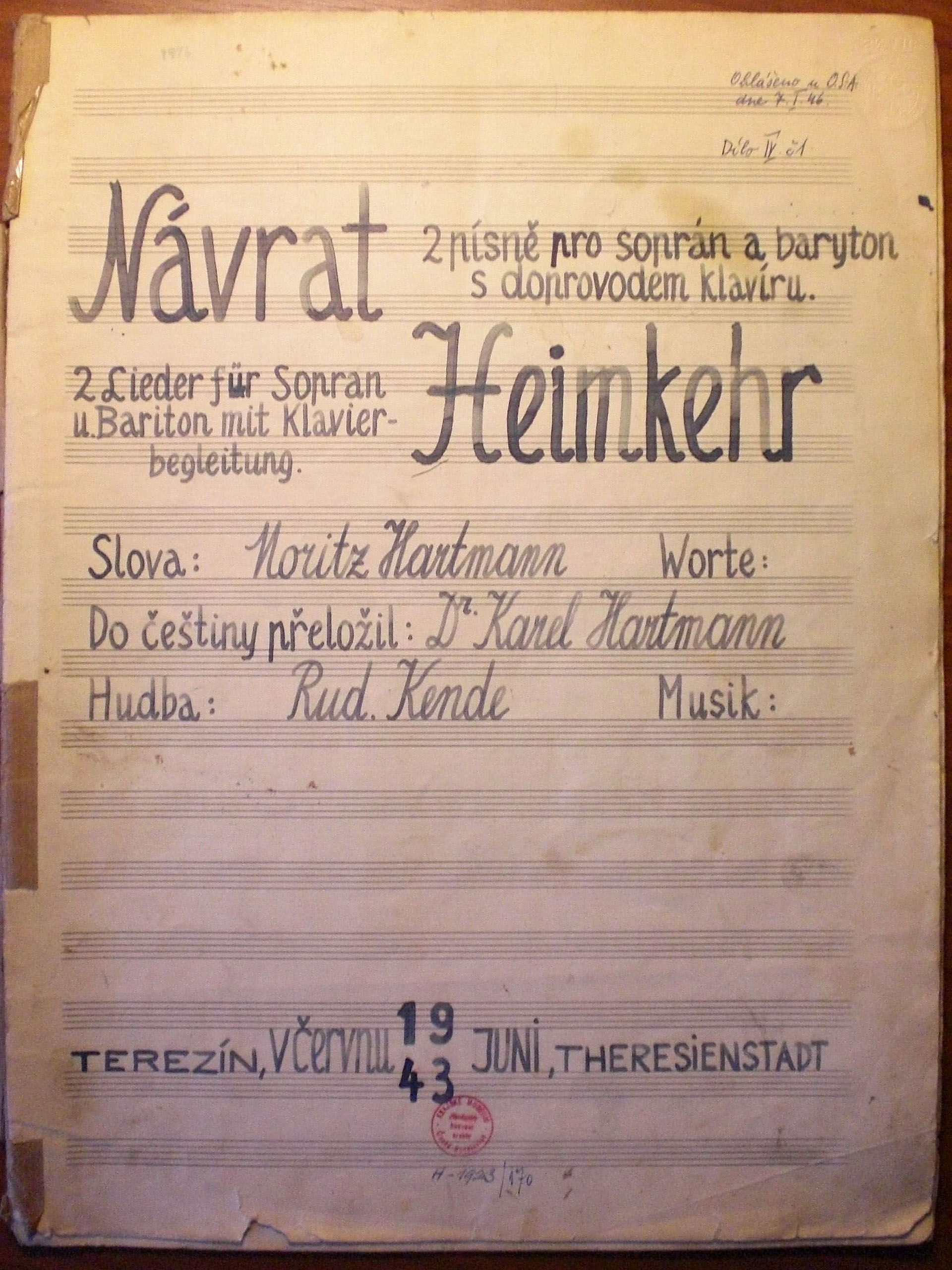
Frontespizio dell'opera Návrat

Solo una minima parte delle sue opere è sopravvissuta fino ai giorni nostri. Dopo la guerra compose anche sotto lo pseudonimo di Bedřich Konša, il che rende ancora più difficile la ricerca delle sue opere. Diversi lavori li firmò con le abbreviazioni RK e BK.
- Návrat (1943) - due canzoni per soprano e baritono con accompagnamento di pianoforte, composte durante il suo soggiorno a Terezín su parole di Moritz Hartmann, tradotte in ceco dal Dr. di Karl Hartmann, conservate nel Museo della Boemia meridionale a České Budějovice
- Schizzi per una cantata per coro maschile a due voci con accompagnamento di pianoforte su testo di FO Lexa (1.p. Lexa) (1949)
- Sonata per violino solo (1954, op. 24)
- Romanza per violino e pianoforte (1952, op. 19 n. 1)
- Rondo per pianoforte solo (1952)
- Diverse opere per pianoforte a quattro mani in stile leggero (1955) da usarsi come esercizi (Übungsstücke) per gli allievi.

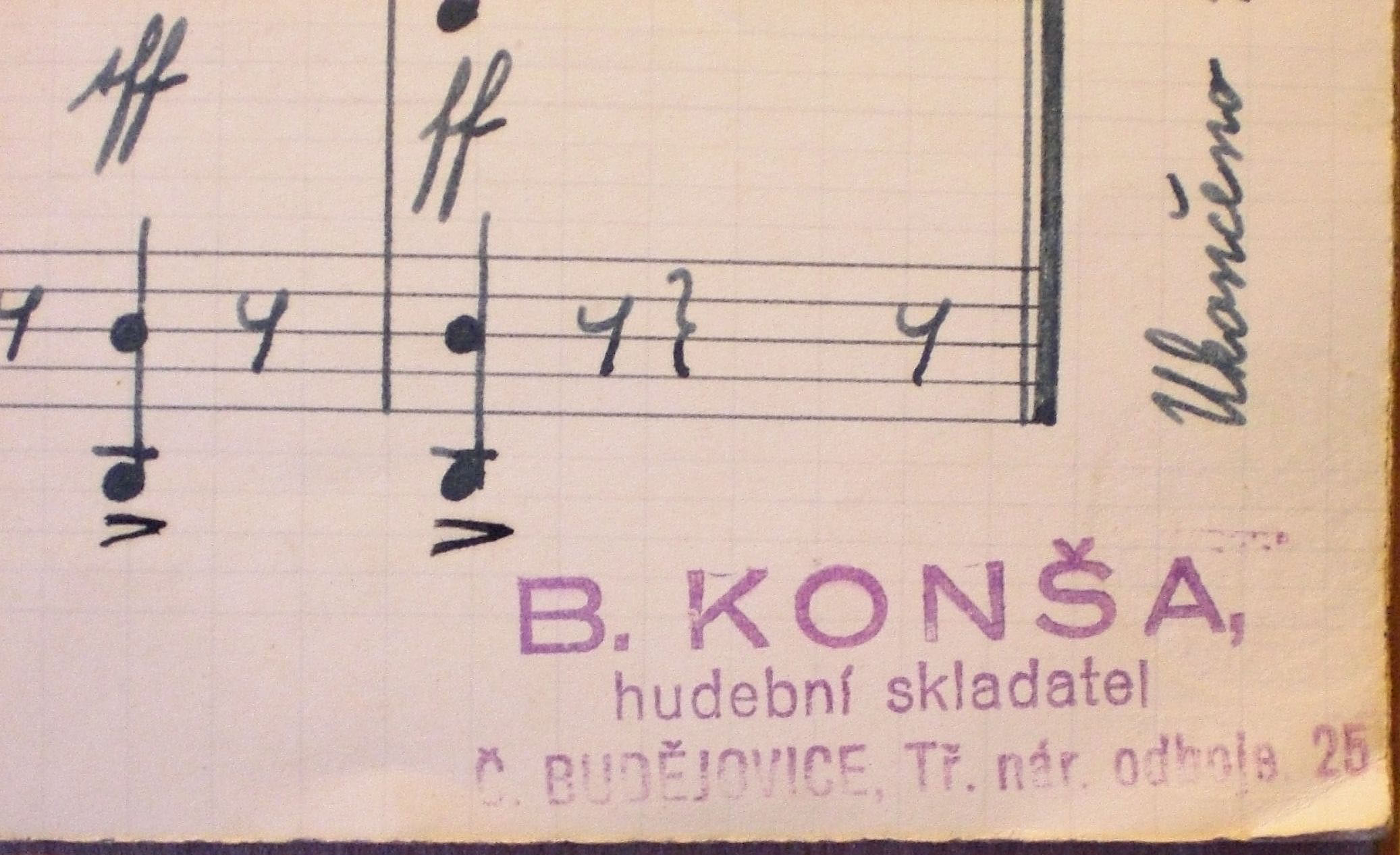
Partitura contrassegnata con lo pseudonimo Bedřich Konša

Durante la sua vita, fu sempre determinato a rendere le sue opere accessibili al pubblico, ma non riuscì a trovare un editore. È anche noto che il compositore Karel Reiner (1910-1979) lo mise in contatto con la radio. L'eredità musicale di Rudolf Kende è conservata nel Museo della Boemia meridionale (alcune delle composizioni del dopoguerra compaiono sotto lo pseudonimo Bedřich Konša). La collocazione delle sue restanti composizioni è ignota, quindi non è possibile stimare il numero totale delle sue opere .